# Mộ đá Kwansan-ri
Mộ đá Kwansan-ri là một trong những mộ đá lớn nhất ở Bắc Triều Tiên. Nằm ở làng Kwansan, huyện Unryul, nó có niên đại vào đầu thế kỷ 10 TCN là một trong nhiều mộ đá nằm xung quanh và tại Bình Nhưỡng. Khối đá đỉnh của nó nặng tới 40 tấn có chiều dài 8,75 mét, rộng 4,5 mét và dày 0,31 mét. Nó đã được xếp hạng là Quốc bảo Triều Tiên số 84.